# Оначко Наталія Іванівна
Наталія Іванівна Она́чко (нар. 2 вересня 1900, Опішня — пом. 1988, Москва) — українська радянська майстриня декоративного розпису кераміки.

## Біографія
Народилася 20 серпня [2 вересня] 1900 року в містечку Опішні (нині селище міського типу Полтавського району Полтавської області, Україна). Протягом 1915—1917 років навчалася в Опішнянськшому навчально-показовому пункті у Юрія Лебіщака.
У першій половині 1920-х років працювала в майстерні гончаря Омеляна Ковпака; в другій половині — у гончарній майстерні при Опішнянській керамічній кустарно-промисловій школі. У 1927—1931 роках викладала мальовку в Опішнянській керамічній професійно-технічній промисловій школі. Упродовж 1929—1956 років працювала в промартілі «Художній керамік».
З 1987 року жила в Москві. Померла в Москві у 1988 році.

## Творчість
Розмальовувала вжитковий і декоративний посуд, керамічні плитки яскравими візерунками з рослинним орнаментом, зображеннями свійських птахів, риб, баранів тощо. 
Брала участь у виставках у Полтаві (1948), Києві (1949, 1954), Москві (1951), українського народного мистецтва у Франції (1957), міжнародних виставках і ярмарках у Марселі (1957), Брюсселі (1958), Лейпцизі. 
Твори майстрині зберігаються в Національному музеї українського народного декоративного мистецтва у Києві, Полтавському краєзнавчому музеї імені Василя Кричевського, Національному музеї-заповіднику українського гончарства в Опішному, Національному музеї у Львові, Канівському музеї народного декоративного мистецтва та приватних колекціях в Україні й за кордоном.